# Feprazon
A feprazon (más néven prenazon) nem-szteroid gyulladásgátló gyógyszer. Elsősorban reumás izom- és ízületi gyulladások, felső légúti betegségek és a foggyökér gyulladása ellen használják.

## Kémiai/fizikai tulajdonságok
Szagtalan, keserű fehér por (op. 156 °C). Jól oldódik acetonban, kloroformban, benzolban, dimetilformamidban, NaOH 10%-os oldatában, kevéssé éterben, etanolban, metanolban, ciklohexánban. Vízben gyakorlatilag oldhatatlan.

## Készítmények
- Analud
- Brotazona
- Cocresol
- Impremial
- Methrazone
- Metrazone
- Naloven
- Prenazon
- Rangozona
- Represil
- Vapesin
- Zepelan
- Zepelin

Kombinált szerek:
- Fepramol
- Solvelin

## Fordítás
- Ez a szócikk részben vagy egészben  a   Feprazone című angol Wikipédia-szócikk ezen változatának fordításán alapul.  Az eredeti cikk szerkesztőit annak laptörténete sorolja fel. Ez a jelzés csupán a megfogalmazás eredetét és a szerzői jogokat jelzi, nem szolgál a cikkben szereplő információk forrásmegjelöléseként.